# احمد یاسر (بازیکن فوتبال، زاده ۱۹۹۴)
احمد یاسر (زادهٔ ۱۷ مهٔ ۱۹۹۴) یک بازیکن فوتبال اهل قطر است که در پست مدافع برای لخویا در لیگ ستارگان قطر بازی می‌کند.

## تیم ملی
وی همچنین در تیم ملی فوتبال قطر بازی کرده است.